# Блаженчук, Владимир Иванович
Влади́мир Ива́нович Блаженчу́к (укр. Володимир Іванович Блаженчук; 7 сентября 1945, Холопичи, Волынская область — 2 ноября 2019, Луцк, Волынская область, Украина) — советский и украинский государственный и партийный деятель. Первый секретарь Волынского обкома КП Украины (1990), представитель Президента Украины в Волынской области (1992—1994). Член ЦК КП Украины (1990—1991).

## Биография
Родился 7 сентября 1945 в селе Холопичи (ныне село в составе Затурцевской сельской общины Владимирского района Волынской области Украины).
С 1959 г. — колхозник колхоза «Родина» Локачинского района Волынской области. Окончил Гороховский сельскохозяйственный техникум.
Член КПСС с 1966 года.
К 1973 г. — заведующий отделом Гороховского районного комитета ЛКСМУ Волынской области, инструктор, заместитель заведующего отделом Волынского областного комитета ЛКСМУ, 1-й секретарь Локачинского районного комитета ЛКСМУ Волынской области.
Образование высшее. Окончил Луцкий государственный педагогический институт имени Леси Украинки и Высшую партийную школу при ЦК КПУ.
- 1973—1978 — 1-й секретарь Волынского областного комитета ЛКСМУ.
- 1978—1979 — 2-й секретарь, в 1979—1983 г. — 1-й секретарь Иваничевского районного комитета КПУ Волынской области.
- 1983—1986 — 1-й секретарь Ковельского городского комитета КПУ Волынской области.
- 1986—1987 заведующий отделом Волынского областного комитета КПУ.
- 1987 — май 1990 г. — 2-й секретарь Волынского областного комитета КПУ.
- в апреле 1990 — январе 1991 г. — председатель Волынского областного совета народных депутатов.
- 25 мая — 1 декабря 1990 г. — 1-й секретарь Волынского областного комитета КПУ.
- в январе 1991 — марте 1992 г. — председатель Волынского областного совета народных депутатов и областного исполнительного комитета.
- 20 марта 1992 — апрель 1994 г. — представитель Президента Украины в Волынской области[1][2].
- в апреле 1994 — ноябре 1998 г. — Генеральный консул Украины в городе Гданьске (Республика Польша).
- С ноября 1998 г. — советник посольства Украины в Республике Грузия.

Потом — на пенсии в городе Луцке. Был руководителем Волынской областной организации ВОО «Союз потребителей Украины», секретарем Координационного совета по вопросам защиты потребителей Волынской облгосадминистрации.

## Награды
- ордена
- орден «За заслуги» 3-й ст. (.12.2014)[4]
- медали